# فنغتشنغ
فنغتشنغ (بالصينية: 凤城市) هي مدينة على مستوى مقاطعة، في الصين، تقع في داندونغ، بلغ عدد سكانها 543,933 نسمة وذلك حسب إحصائيات سنة 2010، تبلغ مساحتها 5,513 كيلومتر مربع، رمزها البريدي هو 118100.

## التقسيمات الإدارية
- Caohe  [لغات أخرى]‏.

## أعلام
- تانغ بن
- وانغ ليبينغ